# Lulu Zipadoo
Lulu Zipadoo, på franska Lulu Vroumette, är en fransk animerad tv-serie för barn, som visas på SVT Barnkanalen. Serien är baserad på bokserien "Lulu Vroumette" av Daniel Picouly och Frédéric Pillot, publicerad av éditions Magnard.
Lulu Zipadoo är en ovanligt snabb sköldpadda, som utforskar världen och upplever små äventyr tillsammans med sina kompisar. Kompisarna går i samma skolklass i en liten skola, som ligger i ett vackert landskap med kullar, skog och blommande träd. Tillsammans utforskar de sin omvärld och löser små vardagsproblem, t.ex. reder ut diverse missförstånd och missuppfattningar eller kamratskapsfrågor.

## Karaktärerna
Kompisarna:
- Lulu Zipadoo, franska Lulu Vroumette, liten sköldpadda med hårtofsar, är oftast inte inuti sitt skal utan har det med sig och använder det som ett redskap
- Hoppsan, Rien-Ne-Sert, hare
- Rebus och Busan, Belote et Rebelote, två vesslor (tvillingar)
- Bläsen, Blaise, grävling
- Frou-Frou, Frou-Frou, kattuggla
- Ja-Nej, Ni-Oui, igelkott
- Krax, Chante-Faux, näktergal

Andra:
- Fröken, La maîtresse, gås
- Vaktmästaren Gjörvald, Brico, bäver

## Svenska röster
- Cecilia Olin - Lulu
- Anders Öjebo - Gjörvald
- Charlotte Ardai Jennefors - Frou-Frou
- Ester Sjögren - Janej
- Fredde Granberg - Bläsen
- Josefina Hylén - Busan
- Kim Sulocki - Rebus
- Ludwig Westman - Krax
- Nicklas Berglund - Hoppsan
- Charlotte Ardai Jennefors - Fröken

## Lulu Zipadoo - äventyr i naturen
Lulu Zipadoo - äventyr i naturen, eller Lulu Zipadoos äventyr i naturen på finlandssvenska (på franska Les carnets nature de Lulu Vroumette), är en fransk animerad TV-serie.

## Karaktärerna

### Svensk version
- Lulu
- Hoppsan
- Gjörvald
- Frou-Frou
- Fröken
- Busan
- Rebus
- Bläsen
- Janej
- Kunnar

### Finlandssvensk version
- Lulu
- Hoppsan
- Benny
- Hohoo
- Bläsen
- Ja-Nej
- Ugglefar

## Röster

### Svensk version
- Cecilia Olin - Lulu
- Nicklas Berglund - Hoppsan
- Joakim Jennefors - Gjörvald
- Charlotte Ardai Jennefors - Frou-Frou, Fröken
- Josefina Hylén - Busan
- Kim Sulocki - Rebus
- Fredde Granberg - Bläsen
- Ester Sjögren - Janej
- Ralph Carlsson - Kunnar

m.fl